# Sternarchorhynchus gnomus
Espèce
Sternarchorhynchus gnomus est une espèce de poissons gymnotiformes de la famille des Apteronotidae.

## Distribution
Cette espèce est endémique du Bolívar au Venezuela, elle ne se rencontre que dans le rio Caroní dans le bassin de l'Orénoque.

## Description
C'est un poisson électrique.

## Référence
- de Santana & Taphorn, 2006 : Sternarchorhynchus gnomus, a new species of electric knifefish from the Lower Rio Caroni, Venezuela (Gymnotiformes: Apteronotidae). Ichthyological Exploration of Freshwaters, vol. 17, n. 1, p. 1-8.